# Keri Nelson
Pour les articles homonymes, voir Nelson.
Keri Nelson, née le 9 juin 1981, est une coureuse de fond américaine spécialisée en course en montagne et en raquette à neige. Elle a remporté la médaille de bronze au Challenge mondial de course en montagne longue distance 2006 et la médaille d'argent aux championnats du monde de raquette à neige 2010. Elle a également remporté deux fois le marathon de Pikes Peak.

## Biographie
Pratiquant le cross-country durant ses études, Keri s'essaie à d'autres disciplines pour diversifier sa pratique sportive. Elle s'essaie notamment au ski de fond, au vélo tout terrain et au raid nature. Après avoir terminé ses études en 2003, elle se consacre exclusivement à la course à pied. Elle court son premier marathon en 2005 à Pikes Peak où elle termine septième.
Le 20 août 2006, elle prend pour la deuxième fois le départ du marathon de Pikes Peak qui accueille le Challenge mondial de course en montagne longue distance. Alors que l'Australienne Emma Murray surprend tout le monde en menant la favorite Danelle Ballengee, Keri parvient à se défaire des autres concurrentes pour remporter la médaille de bronze. À cette occasion, elle fait la connaissance de Danelle Ballengee qui l'initie au triathlon d'hiver et à la raquette à neige,.
Le 4 février 2007, elle participe à son premier triathlon d'hiver à Winter Park. Keri surprend la favorite Gretchen Reeves et domine l'épreuve, terminant dix minutes devant cette dernière. L'épreuve comptant à la fois comme championnats panaméricains et comme championnats nationaux, Keri décroche les deux titres.
Ayant terminé deuxième des championnats des États-Unis de raquette à neige 2007, Keri décide de suivre une préparation spécifique pour la saison suivante. Le 9 mars 2008, elle mène confortablement la course des championnats nationaux et remporte le titre. Le 5 juillet, elle effectue une course remarquable au Leadville Trail Marathon. Suivant de près le leader Tim DeBoom, elle double finalement ce dernier pour franchir la ligne d'arrivée la première, une minute devant ce dernier. Elle met ensuite à profit ses talents de vététiste pour terminer deuxième du Leadville Trail 100 MTB le 7 août. Menant la course, elle est rattrapée par Susan Williams dans la descente de Columbine Mine et termine deux minutes derrière. Ayant contracté une bronchite durant cette course, elle hésite à prendre le départ du marathon de Pikes Peak une semaine plus tard. L'envie de victoire étant forte, elle prend le départ sur un rythme prudent. Se sentant à l'aise dans la montée, elle hausse le rythme et parvient au sommet la première. En abordant la descente, elle constate qu'elle a pris une avance considérable sur sa plus proche poursuivante Bronwyn Morrissey. Se sentant plus en confiance, elle poursuit sa descente sur un rythme élevé, dépassant plusieurs concurrents masculins. Elle remporte la victoire en 4 h 39 min 0 s, améliorant son meilleur temps de seize minutes et battant Bronwyn de près de quarante minutes.
Encouragée par son titre national, Keri prend part aux championnats d'Amérique du Nord de raquette à neige le 8 mars 2009 à Beaver Creek. Elle s'impose aisément pour remporter le titre. Le 12 septembre, elle domine l'Imogene Pass Run, établissant le record du parcours en 2 h 35 min 59 s.
Le 27 février 2010, elle est bien décidée à s'imposer sur la scène mondiale lors des championnats du monde de raquette à neige à Vancouver. Néanmoins, l'Italienne Maria Grazia Roberti prend un excellent départ et mène la course sur un rythme soutenu. Keri n'a d'autre choix que de la suivre pour finalement remporter la médaille d'argent. Le 31 juillet, elle domine la Speedgoat 50K et malgré un problème de signalisation sur le parcours, s'impose en 6 h 20 min 11 s. En 2010, le Challenge mondial de course en montagne longue distance est à nouveau organisé à Pikes Peak mais sur l'ascension cette fois. Désireuse de concourir contre des adversaires internationales, Keri prend le départ. D'abord surprise par le rythme élevé dès le départ, elle effectue ensuite une bonne remontée pour passer de la treizième à la quatrième place. Le lendemain, elle prend le départ du marathon. S'emparant des commandes dès le début, elle mène la course de bout en bout, remportant la victoire en 4 h 34 min 24 s, seize minutes devant l'Italienne Cecilia Mora.

## Palmarès en athlétisme
| no  | féminin            | Course                                                  | Longueur | Départ            | Temps           |
| --- | ------------------ | ------------------------------------------------------- | -------- | ----------------- | --------------- |
| 10e | Médaille d'argent  | Ascension du Mont Evans                                 | 23,3 km  | 18 juin 2005      | 2 h 20 min 50 s |
| 14e | Médaille de bronze | Ascension du Mont Evans                                 | 23,3 km  | 17 juin 2006      | 2 h 21 min 53 s |
| 7e  | Médaille d'or      | Leadville Trail Marathon                                | 42,2 km  | 1er juillet 2006  | 4 h 17 min 57 s |
| 25e | Médaille de bronze | Challenge mondial de course en montagne longue distance | 42,2 km  | 20 août 2006      | 4 h 51 min 53 s |
| 32e | Médaille d'argent  | Marathon de Pikes Peak                                  | 42,2 km  | 19 août 2007      | 5 h 11 min 17 s |
| 1re | Médaille d'or      | Leadville Trail Marathon                                | 42,2 km  | 5 juillet 2008    | 3 h 58 min 8 s  |
| 13e | Médaille d'or      | Marathon de Pikes Peak                                  | 42,2 km  | 17 août 2008      | 4 h 39 min 0 s  |
| 9e  | Médaille d'or      | Imogene Pass Run                                        | 27,5 km  | 12 septembre 2009 | 2 h 35 min 59 s |
| 5e  | Médaille d'or      | Speedgoat 50K                                           | 50 km    | 31 juillet 2010   | 6 h 20 min 11 s |
| 40e | 4e                 | Challenge mondial de course en montagne longue distance | 21,4 km  | 21 août 2010      | 2 h 46 min 19 s |
| 17e | Médaille d'or      | Marathon de Pikes Peak                                  | 42,2 km  | 22 août 2010      | 4 h 34 min 24 s |
| 11e | Médaille d'or      | Imogene Pass Run                                        | 27,5 km  | 11 septembre 2010 | 2 h 38 min 40 s |

## Palmarès en sports d'hiver

### Raquette à neige
| no  | féminin           | Course                                              | Longueur | Départ          | Temps       |
| --- | ----------------- | --------------------------------------------------- | -------- | --------------- | ----------- |
| 19e | Médaille d'or     | Championnats des États-Unis de raquette à neige     | 10 km    | 9 mars 2008     | 57 min 5 s  |
| 1re | Médaille d'or     | Championnats d'Amérique du Nord de raquette à neige | 10 km    | 8 mars 2009     | 54 min 41 s |
|     | Médaille d'argent | Championnats du monde de raquette à neige           | 8,2 km   | 27 février 2010 | 57 min 42 s |

### Triathlon d'hiver
Le tableau présente les résultats les plus significatifs (podium) obtenus sur le circuit national et international de triathlon d'hiver.
| Année | Compétition                                     | Pays       | Position      | Temps           |
| ----- | ----------------------------------------------- | ---------- | ------------- | --------------- |
| 2007  | Championnats panaméricains de triathlon d'hiver | États-Unis | Médaille d'or | 2 h 14 min 47 s |